# Sphaerodactylus perissodactylius
Espèce
Sphaerodactylus perissodactylius est une espèce de geckos de la famille des Sphaerodactylidae.

## Répartition
Cette espèce est endémique de République dominicaine.

## Publication originale
- Thomas & Hedges, 1988 : Two new geckos (Sphaerodactylus) from the Sierra Martin Garcia of Hispaniola. Herpetologica, vol. 44, p. 96-104 (texte intégral).